# Baumkuchen
La Baumkuchen è un dolce allo spiedo di origini tedesche anche diffuso in Giappone. Il nome del dolce, che in tedesco significa "torta albero", deriva dai suoi caratteristici strati concentrici interni che ricordano quelli che si possono vedere in un tronco d'albero tagliato.

## Storia
Le origini della Baumkuchen sono sconosciute e controverse. Sebbene alcuni sostengano infatti che la torta abbia avuto origine nell'Antica Grecia, altri affermano che i primi antesignani della torta nacquero all'epoca dell'Antica Roma, quando i conquistatori Romani giunti in Germania fecero conoscere alle popolazioni locali un metodo per cuocere delle torte trafitte da un tronco d'albero. Secondo un'altra teoria, la Baumkuchen deriverebbe da una torta nuziale ungherese mentre altri affermano che il dolce tedesco fu inventato nella città di Salzwedel durante il diciannovesimo secolo.
Fra le più antiche ricette dedicate alla Baumkuchen vi sono quella apparsa nel celeberrimo libro di cucina professionale Ein new Kochbuch, scritto nel 1581 da Marx Rumpolt, e quella menzionata nel Diaeteticon del 1632 di Johann Sigismund Elsholtz, che era il medico personale di Federico Guglielmo I di Brandeburgo. Tuttavia, una delle prime moderne Baumkuchen viene documentata nel libro Nieder-Sächsisches Koch-Buch del 1769. Durante i primi anni del Novecento, il cuoco Karl Juchheim popolarizzò il dolce in Giappone. Dal 2010, la Salzweder Baumkuchen è un prodotto di Indicazione geografica protetta.

## Preparazione

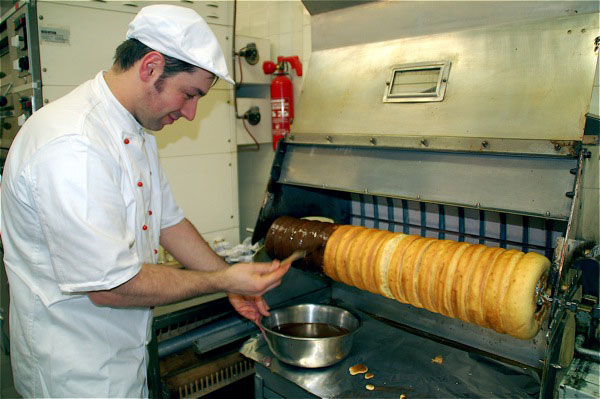
Preparazione del dolce

Per preparare la Baumkuchen viene spazzolato un sottile strato di pastella su uno spiedo che viene fatto ruotare vicino a una fonte di calore. Quando la pastella viene cotta in maniera ottimale, il processo viene ripetuto più e più volte sul rullo. Quando il dolce ha raggiunto lo spessore desiderato, il dolce viene rivestito con della glassa al cioccolato fondente.

## Varianti
Esistono molti altri tipi di dolci cilindrici simili alla baumkuchen tedesca diffusi in Europa. Fra questi si possono segnalare la kürtőskalács ungherese, anche popolare nelle aree occupate da parlanti in lingua ungherese della Romania, lo skånsk spettkaka svedese, con glassa di zucchero, la šakotis lituana, la baamkuch lussemburghese, la sękacz polacca e il gâteau à la broche francese.